# Berikon
Berikon es una comuna suiza del cantón de Argovia, situada en el distrito de Bremgarten. Limita al norte con la comuna de Rudolfstetten-Friedlisberg, al este con Birmensdorf (ZH), al sur con Oberwil-Lieli, al oeste con Zufikon, y al noroeste con Widen.